# Clase Ersatz Yorck
La clase Ersatz Yorck fue un grupo de tres cruceros de batalla ordenados por la Marina Imperial Alemana en 1916. Eran una versión agrandada de la clase Mackensen, armados con cañones de 381 mm (15”). Las calderas expulsaban sus gases a través de una única y gran chimenea. Los tres buques fueron ordenados originalmente como miembros de la clase Mackensen, pero el diseño fue cambiado cuando los servicios de inteligencia alemanes conocieron datos de la británica clase Admiral.

## Buques de la clase
- Ersatz Yorck (como reemplazo del crucero acorazado SMS Yorck) encargado a los astilleros AG Vulcan de Stettin, fue puesto en grada en julio de 1916 pero su construcción fue suspendida para concentrarse en el programa de construcción de U-Boot. El casco fue desguazado.

- Ersatz Gneisenau (como reemplazo del crucero acorazado SMS Gneisenau) encargado a los astilleros Friedrich Krupp Germaniawerft de Kiel. No se llegó a comenzar, por atender otras prioridades.

- Ersatz Scharnhorst (como reemplazo del crucero acorazado SMS Scharnhorst) encargado a los astilleros Blohm & Voss de Hamburgo. No se llegó a comenzar, por atender otras prioridades.